# Charles Tilly
Pour les articles homonymes, voir Tilly.
Charles Tilly, né le 27 mai 1929 à Lombard (Illinois) et mort le 29 avril 2008 à New York, est un chercheur en sciences sociales, de réputation internationale. Il est vu par ses pairs comme un des piliers de l'analyse des réseaux sociaux. Il est reconnu pour ses travaux de sociologie des mouvements sociaux. 
Chercheur prolifique, son approche interdisciplinaire fait de lui un sociologue, philosophe, politiste et historien dont les travaux ont marqué les sciences sociales contemporaines. 

## Biographie
Charles Tilly est né le 27 mai 1929 aux États-Unis, dans le village de Lombard (Illinois). 
Bien que son approche soit interdisciplinaire (historien, philosophe et politiste), il a étudié la sociologie dans les universités de Harvard et d'Oxford et c'est dans cette dernière qu'il obtient en 1958, son doctorat.
Il a été notamment professeur émérite à l’Université Columbia de New York, aux États-Unis. Il a formé des générations de chercheurs et a toujours eu une tendance à mobiliser et rassembler d'autres chercheurs autour de lui. L'historienne Michelle Perrot rapporte qu'il avait constitué à cette université, avec son ex-épouse, « un laboratoire presque démiurgique » et qu'il voulait « mettre en statistiques toute la France du XIXe siècle ! Les salaires, les grèves, les manifestations ».
Il est mort, dans le Bronx, le 29 avril 2008, à l'âge de 78 ans, d'un cancer,.

## Travaux
Charles Tilly fut critique des approches postmodernistes, individualistes et poststructuralistes qu'il juge comme étant des confirmations de la grande limite de la sociologie, soit son incapacité à engendrer un consensus large sur la nature ontologique du « social ».
Selon lui, qui adopte une posture interactionniste, définir le social comme étant le résultat d’interactions humaines continuelles permet de parvenir à un postulat ontologique minimal en sciences sociales. Son approche des dynamiques sociales ancrée dans des contextes politiques et historiques concrets semble constituer une base robuste pour l’étude des processus sociopolitique. Il s'est aussi montré en opposition avec les courants du fonctionnalisme et du marxisme classiques, peu axés sur l'investigation et dont il critiquait les fondements épistémologiques.
Il est peu reconnu dans la francophonie : « Tilly n’est pas toujours apprécié à sa juste valeur dans la francophonie. Il en est pourtant arrivé à développer une sensibilité épistémologique et méthodologique exceptionnelle » C'est un sociologue qui a œuvré aussi à des aspects épistémologiques de la discipline  en se positionnant au cœur de débats (entre théories fonctionnalistes, marxistes, wébériennes et du choix rationnel) et en plaidant pour la résolution de problèmes sociologiques plus larges, tels les dichotomies classiques en sciences sociales.
En 2004 l'Université du Québec à Montréal (UQAM) lui rend hommage en lui attribuant un doctorat honoris causa : « Par ce geste, l’Université veut souligner l’importante contribution de Charles Tilly au développement de la science politique et des sciences sociales en général. »

Plusieurs chercheurs considèrent Charles Tilly comme l’un des plus importants penseurs contemporains, qui en près de cinquante ans de carrière a publié de nombreux travaux ayant marqué l’histoire des sciences sociales

« Il est le premier chercheur à incarner un courant qui allait changer radicalement la façon de faire des recherches en sciences sociales en les mariant avec celles de l’histoire. Les travaux de cet éminent chercheur ont traversé le siècle entier. Ils sont d’ailleurs connus de la plupart des chercheurs et des étudiants en sciences sociales aux États-Unis, au Canada et en Europe. Enfin, il siège à plusieurs instituts et centres de recherche tout en étant membre du comité éditorial ou consultatif d’une quinzaine de revues scientifiques. »

À l'aube de sa carrière, Charles Tilly s'est orienté vers une approche usant davantage de formalisme, bien qu'il débute souvent ses analyses avec des histoires, jumelant ainsi ses deux rôles de chercheur et d'historien; ses histoires lui servent à montrer les conditions sous-jacentes générant les réseaux sociaux, les identités sociales et les habitudes.
Lorsque le Oxford bibliography lui a demandé quel était selon lui le plus grand dilemme empêchant de résoudre les problématiques de nos sociétés, il a répondu : « Il se produit des choses terribles et une grande injustice, mais elles ne sont pas inévitables. Elles sont en fait créés par une intervention humaine - qu'elle soit consciente ou inconsciente - et sont donc susceptibles de changer par une intervention humaine »,.
Les apports de Charles Tilly aux sciences sociales sont massifs, selon l'association américaine de sociologie : « Chuck Tilly fut un maître de la pensée sociologique et de la méthodologie ». Il a surtout démontré d'une indifférence marquée envers l'orthodoxie, ce qui l'a mené vers les années 1990 à une approche relationnelle et structurelle, incluant une ontologie de ce qu'est le social, pour les sciences sociales. Si en sciences politiques, plusieurs le voient principalement comme un chercheur sur le thème de la guerre et de l'émergence de l'État-Nation, il est surtout réputé en tant que théoricien des sciences sociales. Il en va de même en économie, où ses travaux ont eu un fort écho, avec notamment Durable Inequality publié en 1998. 
Au cours de sa carrière se retrouve de nombreuses analyses tant quantitatives que qualitative, sur du court ou du long-terme, dans une approche interactive, il analyse de nombreux conflits , l'État, le capital, les immigrants, les institutions, les régimes politiques ; il s'est même penché sur la linguistique, le tout en se déplaçant du micro au macrosociologique et en y intégrant le contexte sociohistorique. 
Pour plusieurs chercheurs, il est d'abord un formaliste et un œcuméniste dont les travaux ont élevé l'épistémologie des sciences sociales ainsi que son ontologie. Son œcuménisme lui a tout de même valu des critiques au cours de sa carrière.
Il est vu notamment par Ann Mische comme l'un des piliers fondateurs de la "relational sociology" avec Harrison White et Mustafa Emirbayer dans les années 1990 et autour de la "The New York School of Relational Sociology".

### Thématiques de recherche
- Guerre et État-Nation : Son apport est au niveau de la compréhension de l'émergence de ces phénomènes sociaux[1].
- Analyse des réseaux sociaux : il est vu par ses pairs comme un des pionniers de ce champ de recherche [10],[11].

#### Répertoire d'action collective
Le répertoire d'action collective est un concept sociologique développé en 1986 par le politiste et historien américain Charles Tilly pour rendre compte des transformations intervenues dans le cadre de mobilisations contestataires, et donc de la société.
Ces répertoires évoluent en fonction de différents facteurs tels que les contextes historique ou géographique, ainsi que les catégories d'acteurs, et influencent, de fait, les formes d'action collective. Ils ont, par exemple, été marqués par l’apparition des « nouveaux mouvements sociaux » qui ont pour principal objet des revendications considérées « post-matérialistes », en opposition aux considérations dites « matérialistes ».

## Publications partielles sur l'apport de Charles Tilly aux sciences sociales
L'association américaine de sociologie cite notamment trois ouvrages rendant hommage aux travaux de Charles Tilly, dans son propre hommage
- Collective Violence, Contentious Politics, and Social Change: A Charles Tilly Reader, edited by Ernesto Castan ̃eda and Cathy Lisa Schneider. New York: Routledge, 2017. 395 pp. (ISBN 9781612056715).
- Contested Mediterranean Spaces: Ethnographic Essays in Honour of Charles Tilly, edited by Maria Kousis, Tom Selwyn, and David Clark. New York: Berghahn Books, 2011. 315 pp.  (ISBN 9780857451323).
- Regarding Tilly: Conflict, Power, and Collective Action, edited by Marı ́a J. Funes. Lanham, MD: University Press of America, 2016. 302 pp. (ISBN 9780761867845).

## Liste partielle de publications
- The Vendée: A Sociological Analysis of the Counter-revolution of 1793 (1964)
- From Mobilization to Revolution (1978)
- Big Structures, Large Processes, and Huge Comparisons (1984)
- The Contentious French (1986)
- Coercion, Capital, and European States, AD 990-1990 (1990)
- Coercion, Capital, and European States, AD 990-1992 (1992)
- European Revolutions, 1492–1992 (1993)
- Cities and the Rise of States in Europe, A.D. 1000 to 1800 (1994)
- Roads from Past to Future (1997)
- Work Under Capitalism (avec Chris Tilly, 1998)
- Durable Inequality (1998)
- Transforming Post-Communist Political Economies (1998)
- From Contentions to Democracy (2005)
- Regimes and Repertoires (2006)

## Récompenses
Charles Tilly a écrit 51 livres et plus de 600 articles académiques et il a gagné la reconnaissance de la communauté scientifique internationale,,. 
- Pour European Revolutions, 1492–1992 : Prix européen d'Amalfi pour la sociologie et les sciences sociales [réf. nécessaire]
- Docteur honoris causa de l'Institut d'études politiques de Paris, 1993[14]
- Docteur honoris causa de l'Université du Québec à Montréal (UQAM),1994
- Docteur honoris causa de l'université des lettres et sciences humaines de Strasbourg, novembre 1996[15]